# コロぱた
『コロぱた』は、LukPlusより発売された日本のパズルゲーム。

## 概要
本作はピタゴラ装置や『インクレディブル・マシーン』に似た、面クリア型のパズルゲームで、ステージごとに設定されている条件を満たすことにより、ステージクリアとなる。ステージは、2次元空間の垂直フィールド内に構成され、当該フィールド内にはオブジェクト（地形、アイテム、人物）が初期配置されており、プレイヤーは任意に配置可能な所定のアイテムをフィールド内に追加し、ステージクリアの条件を満たすことを目標とする。

## ルール
プレイヤーがアイテム配置完了後にスタートの操作を行うと、物理演算が開始され処理が進行し、ステージクリア条件充足の可否が判定される。ステージクリアの条件を満たした場合には、画面にその旨の表示・演出、および成功判定がなされ、物理演算は終了する。また、物理演算中にフィールド内へ干渉する操作は、演算の中止を除き一切行えない仕様となっている。なお、プレイヤーは前記の演算中止を行った場合、物理演算開始前の状態に差し戻され、アイテムの再配置が可能である。

### 主人公の挙動
人物もフィールド内にオブジェクトとして初期配置される。主人公は他のオブジェクトとは異なり、歩行や、所定のアイテムに対する動作といった自律挙動を行なう。
主人公には、機嫌と体力のパラメータが与えられ、パラメータの値によって主人公の挙動が変化する。また所定のアイテムの効果によりパラメータの値が変化する。

## 内容

### ニンテンドーDS
全128ステージ。また、Wi-Fiコネクションにより全64ステージが追加配信された。2014年4月16日にはニンテンドーDSiウェアで配信開始。2021年3月14日にはSteamにて配信開始。

### Android
ニンテンドーDS版のアレンジ。Android 2.1以降対応。
コロぱた お試し。
2011年2月14日配信開始、無料。全7ステージ。
コロぱた はじめての…
2011年2月14日配信開始、350円（税込）。全23ステージ。
コロぱた からくり!（仮）
配信予定。
コロぱた 頭の体操?（仮）
配信予定。
コロぱた 激ムズw（仮）
配信予定。

### 登場キャラクター
キャラクターの名前は人工衛星の名称に由来する。
- ひまわり - 主人公
- おかあさん - 主人公の母
- あすか もも - 主人公の友達
- こだま つばさ - 近所の三姉弟の弟
- こだま きらり - 同次女
- こだま のぞみ - 同長女
- しんせい はるか - 謎の人
- おおすみ ひのとり - 漫画家
- ふじ2号 - 猫
- ジオテール - 犬

## 備考
ゲーマーズでの購入特典として、コロぱたのテレホンカードがある。また、設定資料集『コロぱた○非攻略本』がLukPlusから自費出版で発行された。
2011年4月27日に本作のサウンドトラック『きく コロぱた ~コロぱた サウンドトラック』がウェーブマスターから発売された。オリジナル13曲、アレンジ7曲、+効果音集を収録している。
本作の発売元であるLukPlusは「コロぱたコミック」の名称で、電子書籍レーベルを運営している。ただし、本作のタイトルを冠したレーベル名ではあるものの、本作に関連する電子書籍は配信されていない。